# Pierre Tombal

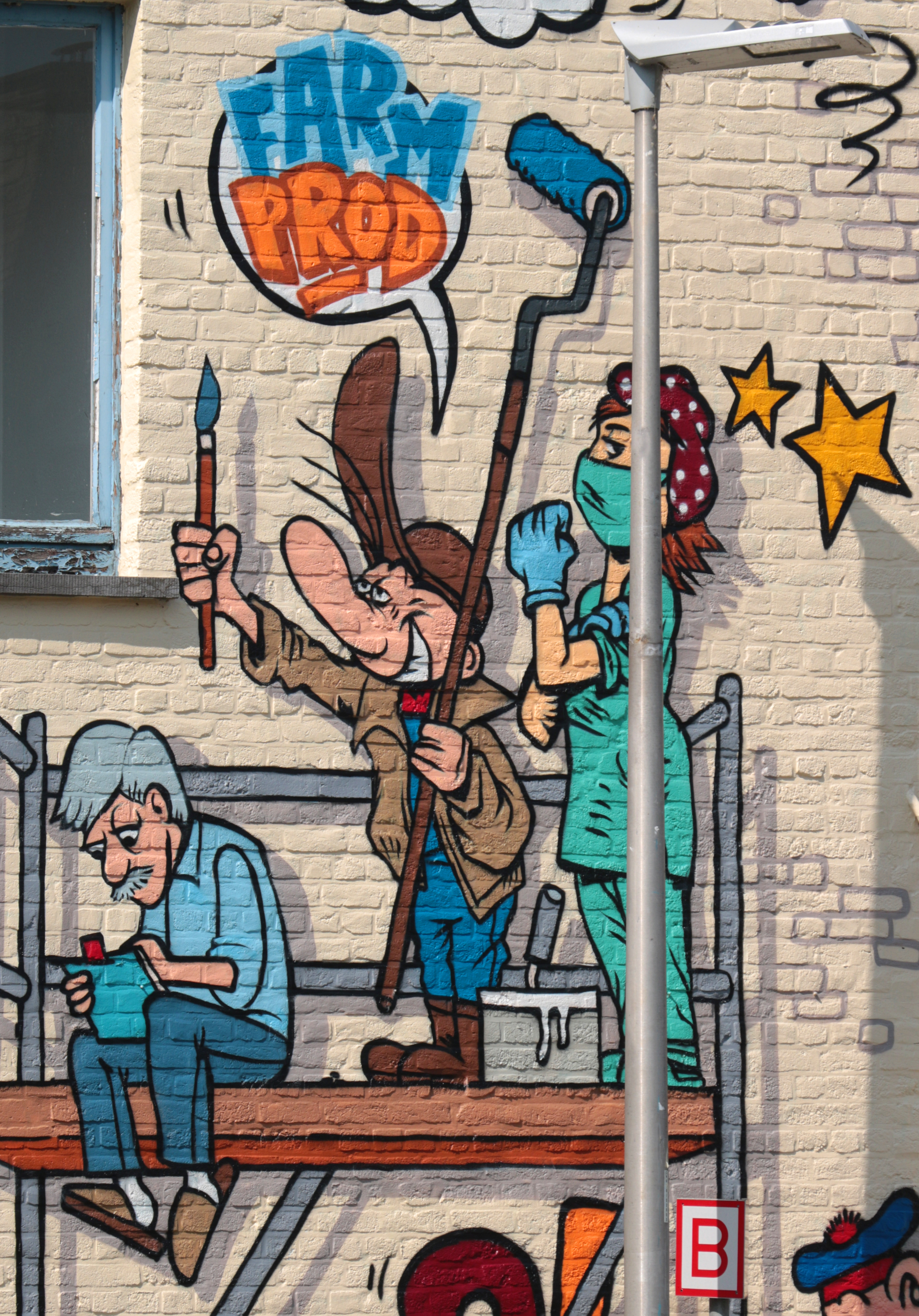
Pierre Tombal peint durant le festival de street art Fresh Paint OLLN sur la façade de la Maison de la Citoyenneté à Ottignies.

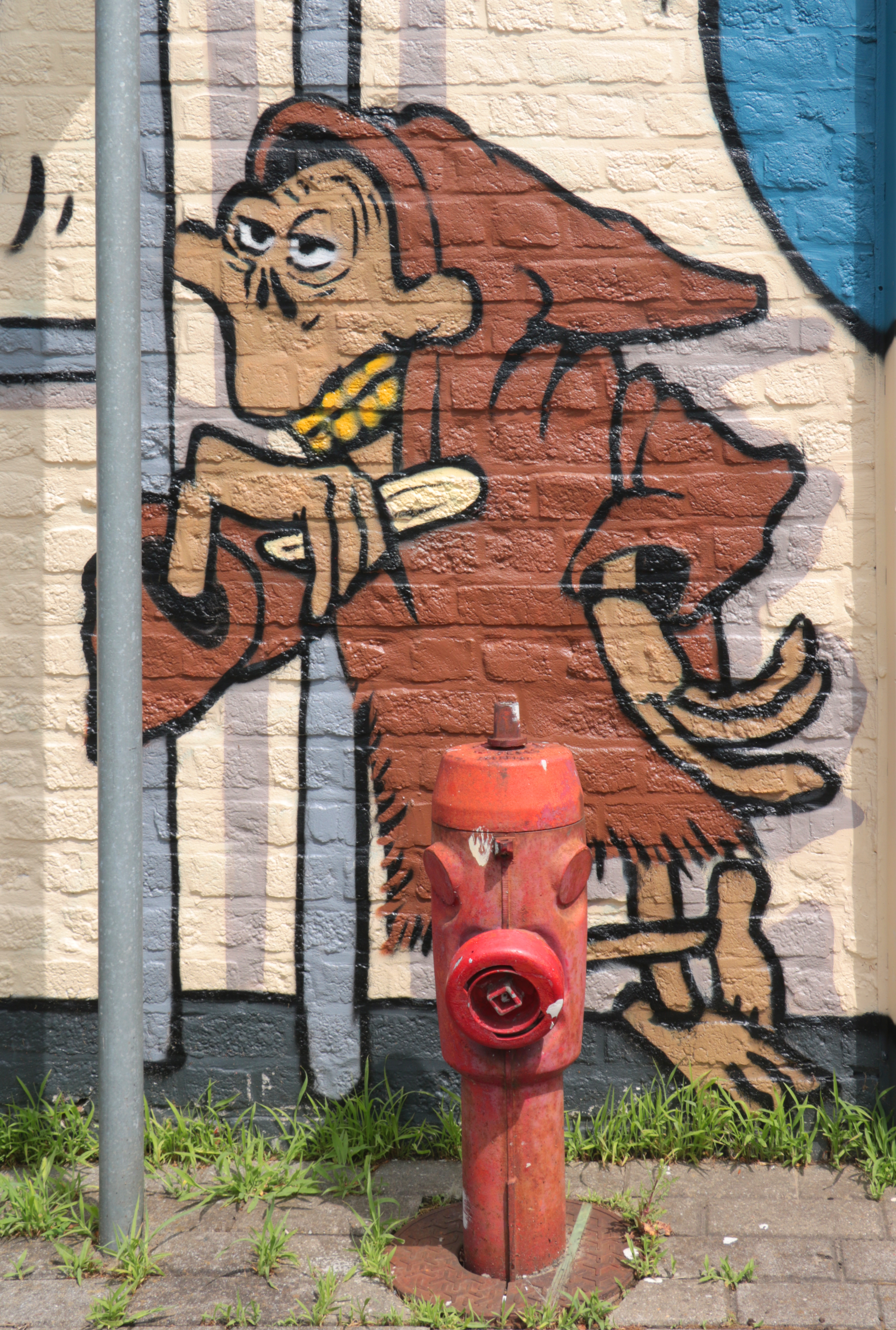
La Mort sur la façade de la Maison de la Citoyenneté à Ottignies.

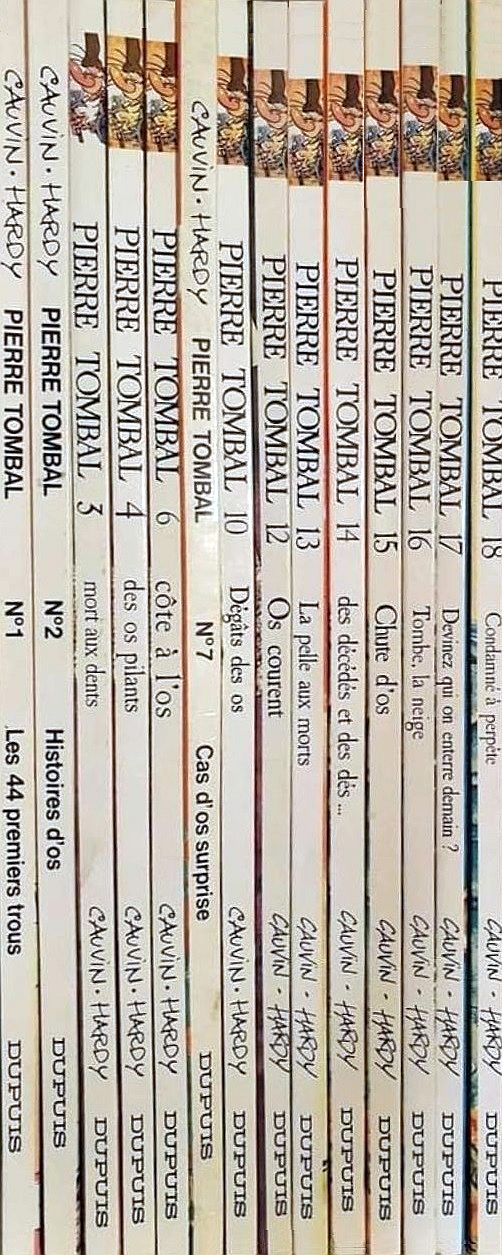
Pierre Tombal 1 à 18.

Pierre Tombal est le titre d'une série de bandes dessinées d'humour noir, lancée au début des années 1980 par le dessinateur Marc Hardy et le scénariste Raoul Cauvin. La première planche paraît dans le Journal de Spirou en 1983. Les histoires qui y sont relatées sont courtes (une à deux pages) et articulées autour de Pierre Tombal, un fossoyeur.
En 2019, l'éditeur Dupuis décide de mettre fin à la série Pierre Tombal, au grand regret de Raoul Cauvin. Les ventes restent honorables mais sont en baisse, alors même que Dupuis préfère privilégier les grands classiques plus anciens et les nouveautés. Deux tomes finaux de Pierre Tombal sont prévus avant l'arrêt de la série.

## Synopsis
Fossoyeur de son état, Pierre Tombal creuse les tombes du cimetière pour enterrer les défunts. Ceux-ci, représentés par des squelettes, continuent d'évoluer, et c'est à Pierre Tombal de s'occuper de régler leurs différents problèmes. La Mort fait aussi régulièrement son apparition dans les gags, munie de sa faux, mais aussi son ennemie la Vie, qui se présente comme une gracieuse jeune fille répandant des fleurs sur son passage.
Souvent, Pierre se rend au bistro du coin, où il peut discuter et jouer aux cartes avec ses collègues : son copain marin, qui pratique les immersions, et l'entrepreneur de pompes funèbres, qui se charge des incinérations. Un quatrième personnage s'ajoute alors à leur table pour jouer et écouter leurs histoires. Derrière son comptoir, Anita (ou Julie dans le Tome 14) fait continuellement preuve d'une patience à toute épreuve devant les trois conteurs.

## Albums
Tous les albums de Pierre Tombal sont dessinés par Marc Hardy, scénarisés par Raoul Cauvin et paraissent aux éditions Dupuis.
- 1 : Les 44 premiers trous, 1986  (ISBN 2-8001-1323-5, 2-8001-1323-5 et 2-8001-1323-5).
- 2 : Histoires d'os, 1986  (ISBN 2-8001-1413-4).
- 3 : Morts aux dents, 1987  (ISBN 2-8001-1492-4).
- 4 : Des os pilants, 1987  (ISBN 978-2-277-33255-8).
- 5 : Ô suaires, 1988  (ISBN 978-2-8001-1613-6).
- 6 : Côte à l'os, 1989  (ISBN 978-2-8001-1655-6).
- 7 : Cas d'os surprise, 1990  (ISBN 978-2-8001-1741-6).
- 8 : Trou dans la couche d'os jaunes, 1991  (ISBN 978-2-8001-1828-4).
- 9 : Voyage de n'os, 1992  (ISBN 978-2-8001-1937-3).
- 10 : Dégâts des os, 1993  (ISBN 978-2-8001-2003-4).
- 11 : La défense des os primés, 1994  (ISBN 978-2-8001-2098-0).
- 12 : Os Courent, 1995  (ISBN 978-2-8001-2196-3).
- 13 : La pelle aux morts, 1996  (ISBN 978-2-8001-2313-4).
- 14 : Des Décédés et des dés, 1997  (ISBN 978-2-8001-2427-8).
- 15 : Chute d'os, 1997  (ISBN 978-2-8001-2560-2).
- 16 : Tombe, la neige, 1998  (ISBN 978-2-8001-2646-3).
- 17 : Devinez qui on enterre demain ?, 1999  (ISBN 978-2-8001-2784-2).
- 18 : Condamné à perpète, 2000  (ISBN 978-2-8001-2945-7).
- 19 : Squelettes en fête, 2001  (ISBN 978-2-8001-3112-2).
- 20 : Morts de rire, 2002  (ISBN 978-2-8001-3260-0).

H.S. Best Of, Tome 1, 2003  (ISBN 978-2-8001-3203-7).
- 21 : K.os, 2003  (ISBN 978-2-8001-3355-3).
- 22 : Ne jouez pas avec la mort !, 2005  (ISBN 978-2-8001-3513-7).
- 23 : Regrets éternels, 2006  (ISBN 978-2-8001-3776-6).
- 24 : On s'éclate mortels, 2007  (ISBN 978-2-8001-3946-3).
- 25 : Mise en orbite, 2008  (ISBN 2-8001-3203-5)
- 26 : Pompes funèbres, 2009  (ISBN 9782800144658).
- 27 : Entre la vie et la mort, 2011  (ISBN 9782800147550).
- 28 : L'amour est dans le cimetière, 2012[2]  (ISBN 9782800151557).
- 29 : Des os et des bas, 5 avril 2013[3]  (ISBN 9782800152196).
- 30 : Questions de vie ou de mort, 2014  (ISBN 9782800159652).
- 31 : Peine de mort, 2015  (ISBN 9782800162591).
- 32 : Fin de bail au cimetière, 2016  (ISBN 9782800165868).

H.S. A vos-ohês, 2019  (ISBN 978-2-87351-365-8).
H.S. Petites chroniques illustrées du temps du covid selon Pierre Tombal, 2020  (ISBN 979-10-94988-89-3).